# Campeonato de Tercera División 2015 (Argentina)
El Campeonato de Tercera División 2015 es la septuagésima séptima edición del certamen organizado por la Asociación del Fútbol Argentino. Fue disputado, tras varios años sin disputarse, por equipos de la Primera B.
El torneo consagró campeón a Brown, tras vencer por 5 a 1 a Fénix.

## Equipos participantes

### Primera B
| Equipo                 | Localidad           | Estadio                      | Capacidad |
| ---------------------- | ------------------- | ---------------------------- | --------- |
| Acassuso               | Boulogne            | La Quema                     | 800       |
| Almagro                | José Ingenieros     | Tres de Febrero              | 19 000    |
| Almirante Brown        | Isidro Casanova     | Fragata Presidente Sarmiento | 25 000    |
| Atlanta                | Buenos Aires        | Don León Kolbovsky           | 14 000    |
| Barracas Central       | Buenos Aires        | Claudio Chiqui Tapia         | 4400      |
| Brown                  | Adrogué             | Lorenzo Arandilla            | 3000      |
| Colegiales             | Vicente López       | Colegiales                   | 6500      |
| Comunicaciones         | Buenos Aires        | Alfredo Ramos                | 3500      |
| Defensores de Belgrano | Buenos Aires        | Juan Pasquele                | 9000      |
| Deportivo Armenio      | Ingeniero Maschwitz | Armenia                      | 10 500    |
| Deportivo Español      | Buenos Aires        | Nueva España                 | 35 000    |
| Deportivo Merlo        | Parque San Martín   | José Manuel Moreno           | 10 000    |
| Deportivo Morón        | Morón               | Nuevo Francisco Urbano       | 32 000    |
| Deportivo Riestra      | Buenos Aires        | Guillermo Laza               | 3000      |
| Estudiantes            | Caseros             | Ciudad de Caseros            | 16 740    |
| Fénix                  | Pilar               | No posee                     | -         |
| Flandria               | Jáuregui            | Carlos V                     | 5000      |
| Platense               | Vicente López       | Ciudad de Vicente López      | 31 030    |
| Sportivo Italiano      | Ciudad Evita        | República de Italia          | 7000      |
| Tristán Suárez         | Tristán Suárez      | 20 de Octubre                | 15 000    |
| UAI Urquiza            | Villa Lynch         | Monumental de Villa Lynch    | 1000      |
| Villa San Carlos       | Berisso             | Genacio Sálice               | 4000      |

#### Distribución geográfica de los equipos
| Región                                   | Cant. | Equipos |
| ---------------------------------------- | ----- | --- |
| Conurbano bonaerense                     | 12    | Acassuso, Almagro, Almirante Brown, Brown de Adrogué, Colegiales, Deportivo Merlo, Deportivo Morón, Estudiantes, Platense, Sportivo Italiano, Tristán Suárez y UAI Urquiza. |
| Ciudad de Buenos Aires                   | 6     | Atlanta, Barracas Central, Comunicaciones, Defensores de Belgrano, Deportivo Español y Deportivo Riestra.                                                                   |
| Interior de la provincia de Buenos Aires | 4     | Deportivo Armenio, Fénix, Flandria y Villa San Carlos. |

## Primera B

### Tabla de posiciones
| Pos. | Equipo                 | Pts. | PJ | PG | PE | PP | GF | GC | Dif. |
| ---- | ---------------------- | ---- | -- | -- | -- | -- | -- | -- | ---- |
| 1.º  | Brown                  | 68   | 32 | 21 | 5  | 6  | 79 | 31 | 48   |
| 2.º  | Defensores de Belgrano | 64   | 34 | 19 | 7  | 8  | 56 | 36 | 20   |
| 3.º  | U.A.I. Urquiza         | 59   | 35 | 16 | 11 | 8  | 60 | 44 | 16   |
| 4.º  | Platense               | 56   | 33 | 16 | 8  | 9  | 53 | 45 | 8    |
| 5.º  | Deportivo Español      | 54   | 34 | 14 | 12 | 8  | 46 | 37 | 9    |
| 6.º  | Acassuso               | 44   | 26 | 12 | 8  | 6  | 49 | 23 | 26   |
| 7.º  | Comunicaciones         | 44   | 28 | 11 | 11 | 6  | 41 | 25 | 16   |
| 8.º  | Riestra                | 43   | 26 | 11 | 10 | 5  | 29 | 16 | 13   |
| 9.º  | Estudiantes            | 40   | 28 | 10 | 10 | 8  | 41 | 29 | 12   |
| 10.º | Deportivo Morón        | 38   | 22 | 10 | 8  | 4  | 27 | 24 | 3    |
| 11.º | Barracas Central       | 38   | 23 | 11 | 5  | 7  | 35 | 35 | 0    |
| 12.º | Tristán Suárez         | 36   | 25 | 10 | 6  | 9  | 34 | 26 | 8    |
| 13.º | Almirante Brown        | 34   | 25 | 8  | 10 | 7  | 29 | 32 | −3   |
| 14.º | Atlanta                | 34   | 27 | 8  | 10 | 9  | 31 | 36 | −5   |
| 15.º | Colegiales             | 34   | 28 | 9  | 7  | 12 | 39 | 15 | 24   |
| 16.º | Villa San Carlos       | 33   | 27 | 9  | 6  | 12 | 32 | 44 | −12  |
| 17.º | Sportivo Italiano      | 33   | 27 | 8  | 9  | 10 | 34 | 38 | −4   |
| 18.º | Flandria               | 32   | 26 | 7  | 11 | 8  | 24 | 31 | −7   |
| 19.º | Deportivo Armenio      | 32   | 24 | 8  | 8  | 8  | 32 | 35 | −3   |
| 20.º | Fenix                  | 31   | 24 | 9  | 4  | 11 | 31 | 37 | −6   |
| 21.º | Deportivo Merlo        | 30   | 26 | 8  | 6  | 12 | 19 | 27 | −8   |
| 22.º | Almagro                | 27   | 23 | 7  | 6  | 10 | 33 | 44 | −11  |